# Kabir
Kabir (Hindi कबीर Kabīr; * 1440, wahrscheinlich in Varanasi/Kashi; † 1518 in Maghar) war ein indischer Mystiker, der das Ideal einer einigen Menschheit vertrat. Er war Weber und wurde durch die konsequente Ächtung religiöser Abgrenzung, wie sie in der geistigen Elite der Muslime und der Hindus seiner Region weit verbreitet war, berühmt. In seine monistische Philosophie von einem einzigen Ursprung aller Dinge und der liebevollen Demut zu Gott flossen Ideen aus dem Vedanta und der Bhakti des Hinduismus mit ein, ebenso aus dem Sufismus und der (islamischen) Mystik.

## Leben
Der Legende nach soll er der Sohn einer brahmanischen Witwe in Varanasi gewesen sein, die ihn nach dem Besuch eines hinduistischen Schreins jungfräulich empfing und zur Adoption gab. Danach wurde Kabir von einem muslimischen Weberpaar Niru in Benares erzogen. Er selbst nannte sich nie einen Muslim und war auch mit dem dogmatischen Islam wenig vertraut. Größeren Einfluss hatten die Lehren der Naths, denen sein Vater möglicherweise angehörte. Wie diese Strömungen auch übte Kabir Kritik an den Brahmanen und ihren Bräuchen sowie der volkstümlichen Bilderverehrung.
Kabir war ein Wanderasket. Er hat wahrscheinlich niemals einem Asketenorden angehört, war jedoch ein charismatischer Prediger. Seine Weberwerkstätte war auch ein Platz für Andacht und devotionalen Gesang (kirtan) vieler kleiner Leute. Jede auf Äußerlichkeiten bedachte Form der Religiosität sowie Asketenbräuche lehnte er ab. Er ermahnte seine Zuhörer zu einem strengen Monotheismus. „Hindus und Muslime ist ein Weg gewiesen [...] ihr möget ihn Allah oder Ram nennen“. Er legte Wert auf innerliche Erfahrung als Mittel zur höheren Erkenntnis. Nur das stille Sprechen Gottes wertete er als wahre Offenbarung, die Schriften fand er wertlos.
Sai Baba behauptete Kabirs Wiedergeburt zu sein.

## Werk und Philosophie
Kabirs Hauptwerk ist das Bijak (oder Seedling, Same), in dem er die Idee des Einen Absoluten darlegt. Es handelt sich dabei um eine Sammlung von Gedichten, in denen er Ideen von Brahman (absolute Weltseele), Karma (Gesetz der Tat) und der Reinkarnation ebenso verarbeitet wie das Gottesverständnis der Bhakti (liebende Hingabe an einen Gott) und Vorstellungen der Sufis. Er diktierte Bijak seinem Schüler Bhago. Sein Hindi war, wie auch seine Philosophie, sehr bodenständig und geradlinig. Er vertrat die Meinung, dass man nicht nach dem Koran oder den Veden leben sollte, sondern besser den Idealen des Sahaij nachstreben oder einen einfachen, naturnahen Weg zu Gott finden sollte. Das Kastensystem der orthodoxen Hindus lehnte er ab.
Nur von einem einzelnen Guru, dem vishnuitischen Heiligen Ramananda, spricht Kabir selbst; von ihm habe er seine Initiation in Gestalt eines Rama-Mantras erhalten. Sein Schüler Dharam Das bezeichnete Kabir als den „Guru der Hindus“ und den „Pir der Muslime“.

## War Kabir Hindu oder Muslim?
Kabir selbst lehnte eine Zuordnung zu einer der religiösen Strömungen der Hindus, Muslime, Sufis (islamische Mystiker) oder Bhakti stets ab. Viele Legenden über sein Leben ranken sich um diesen Punkt.
So heißt es, dass Kabir in einer muslimischen Weber-Familie aufwuchs, aber in Wirklichkeit der Sohn einer brahmanischen Witwe sei, der von einem kinderlosen Paar adoptiert worden sei. Nach seinem Tode sollen seine hinduistischen und muslimischen Anhänger über die Frage des Bestattungsritus in Streit geraten sein. Als sie das Leichentuch weggenommen hätten, sei der Leichnam aber durch Blumen ersetzt gewesen. Sie wurden unter die Gruppen verteilt; die Muslims beerdigten ihre Hälfte, während die Hindus die ihre verbrannten. In Maghar (Uttar Pradesh, Indien) stehen noch heute sein (muslimisches) Grab und seine (hinduistische) Gedenkstele (Symbol für sein Samadhi) nebeneinander. 
Einer anderen Legende zufolge badete Kabir kurz vor seinem Tod sowohl im Ganges als auch im Kamarshna, um sich von seinen guten wie seinen schlechten Taten reinzuwaschen.
Deutlich wird in seinen Werken allerdings, dass Kabir keine Dichotomie zwischen Hindus und Muslimen herstellt. Vielmehr wendet er sich allgemein gegen eine Verehrung, die lediglich äußerlich geschieht.
Von großen Interesse ist Kabirs Einstellung zum Hindu- und Muslim-Sein auch für eine andere Frage. Beispielsweise spielt sie bei David N. Lorenzen eine gewichtige Rolle. In seinem Aufsatz Who Invented Hinduism? von 1999 setzt Lorenzen sich mit der Aussage auseinander, der Hinduismus sei eine „Erfindung“ der westlichen, insbesondere britischen Gelehrten und Administratoren der Kolonialherrschaft des 19. Jahrhunderts. Diesem von ihm so genannten „Konstruktions-Argument“, widerspricht Lorenzen und behauptet, dass es Hinduismus (im Sinne heutiger Hinduismus-Konzepte) auch schon vor 1800 gegeben habe, er somit also keine britische „Erfindung“ gewesen sei. Als eine maßgebliche Referenz zur Unterstützung seiner These führt Lorenzen eine Legende Kabirs an, geschrieben von Anantadas, in der Kabir Gegenstand einer Anklage wird, welche ihm vorwirft, bestimmte „Glaubensvorstellungen und Praktiken von Hindus“. abzulehnen. Diese bestimmten Vorstellungen nimmt Lorenzen nun zum Anlass eine einheitliche Hinduismus-Konzeption anzunehmen, welche sich deutlich vor dem 19. Jahrhundert findet. Michael Bergunder hat allerdings angemerkt, dass Lorenzen übersieht, dass es Brahmanen sind, die hier eine Anklage in eigener Sache vorbringen. Die Vorstellungen und Praktiken sind brahmanischer Herkunft. Die Brahmanen stehen jedoch in Anantadas Legende „an keiner Stelle pars pro toto für die ‚Hindus‘“. Lorenzens Anliegen, bei Kabir eine Referenz zur Unterstützung seiner These vom Hinduismus vor 1800 zu finden, läuft damit ins Leere und spricht sogar wiederum dagegen. Lediglich die Verbreitung brahmanischer Vorstellungen lässt sich feststellen, welche als solche auch von einem „Konstruktions-Argument“ nicht in Frage gestellt werden. Interessant ist dieser Fall deshalb, weil Lorenzens These keine Randposition einnimmt. Seiner Argumentationsweise hat er Gehör verschafft und sie hat breiten Zuspruch erhalten. Doch lebt sie von einer starken Dichotomie, die eine hinduistische Identität nur vor dem Hintergrund eines „kontrastierenden muslimischen Anderen“ für möglich hält. Eine solche Dichotomie findet sich allerdings nicht im Denken Kabirs.

## Literarische Werke
- Im Garten der Gottesliebe, Übersetzung der englischen Ausgabe von Tagore, Kristkeitz Verlag, Heidelberg 2005 (ISBN 978-3-932337-17-8).
- Ich hab mein Haus verbrannt. Ausgewählte Sinn- und Merksprüche. aus dem Hindi übersetzt von Lothar Lutze. Müller-Speiser, Salzburg (ISBN 3-85145-057-4).
- Kabir: Wie Gott die Welten schuf. Der indische Schöpfungsmythos nach Kabir. Übertragen und kommentiert von Wulfing von Rohr. Sophia Verlag Bergen (ISBN 3-935698-03-8).
- Kabir fand sich im Gesang. Die Verse des indischen Dichters und Bhakti-Mystikers. Aus dem Hindi übersetzt von Shubhra Parashar. YinYang Media Verlag, Kelkheim 2006, (ISBN 3-935727-11-9).
- Ralph Skuban: „In diesem Gefäß erklingt das Ewige“ – Kabirs Yoga des Glücks. Poetische Texte des großen indischen Mystikers, Petersberg 2013, ISBN 978-3-86616-253-2.